# Arthur Chandler
Arthur Chandler (Paddington, 27 novembre 1895 – Leicester, 18 giugno 1984) è stato un calciatore inglese, di ruolo attaccante.
Soprannominato Channy, è il miglior realizzatore del Leicester City con 273 reti.

## Carriera
Iniziò la sua carriera nel Queens Park Rangers dove giocò dal 1920 al 1923. Importante però per la sua carriera fu l'approdo al Leicester City, dove esordì all'età di 27 anni. La sua prima partita con le Volpi fu contro l'Hull City, pareggiata per 1-1. I suoi primi gol con la nuova maglia arrivarono due giorni dopo con una doppietta nel 5-0 finale contro lo Stoke City. Nella sua lunga carriera al Leicester, fatta di 13 stagioni, segnò spesso più di 30 gol a campionato, divenendo il miglior attaccante di tutti i tempi della squadra con 259 reti realizzate in 393 partite tra First e Second Division e in generale 273 reti in 419 partite comprendendo anche la FA Cup. Il 29 dicembre 1934 divenne anche il marcatore più anziano della storia calcistica del Leicester City, segnando un gol contro il Wolverhampton Wanderers all'età di 39 anni e 34 giorni. Chiuse la sua carriera nel Notts County, in cui giocò mezza stagione 1935-1936. È morto nella sua casa a Leicester nel giugno 1984 all'età di 88 anni.

## Palmarès

### Club
- Football League Second Division: 1

Leicester City: 1924–25
- Community Shield: 1

Professionisti: 1929

### Individuale
- Capocannoniere della Second Division: 1

1924–25 (32 gol)